# Friedrich Wilhelm Holtze (Historiker)
Friedrich Wilhelm Holtze (* 30. Januar 1820 in Berlin; † 2. Juni 1908 in Charlottenburg) war ein deutscher Lehrer und Historiker.

## Leben
Friedrich Wilhelm Holtze war der Sohn von Friedrich Holtze und dessen Frau Wilhelmine geborene Grillich. Er besuchte das Friedrich-Wilhelms-Gymnasium in Berlin, an dem er 1837 das Abitur ablegte. Im Anschluss studierte Holtze Klassische Philologie, deutsche Literatur und Geschichte an der Universität Berlin. Im Jahr 1840 legte er das Oberlehrer-Examen ab und arbeitete zunächst unter anderem als Hilfslehrer an der 1836 gegründeten Luisenstädtischen Realschule. Daneben gab er Privatstunden für den Sohn von Graf Adolf von Königsmarck, Adolf Hans Josef (1830–1878). Vermittelt durch Adolf von Königsmarck wurde er 1852 Lehrer am Potsdamer Kadettenhaus. Derart finanziell abgesichert, konnte er am 6. November 1852 Ottilie Haack heiraten, mit der er schon länger verbunden war. Aus dieser Ehe ging unter anderem der Jurist Friedrich Holtze hervor. In seiner Potsdamer Zeit schloss er Freundschaft mit Louis Schneider. Nach einem Vortrag, dem der Generalinspekteur des Militärerziehungs- und Bildungswesens, Joseph von Radowitz, beiwohnte, wurde Holtze zum 1. Mai 1855 an das Berliner Kadettenkorps versetzt, an dem er Latein und Deutsch unterrichtete. Aus dieser Zeit entstammten viele Freundschaften, unter anderem zu dem Neusprachler Ludwig Herrig.
Louis Schneider regte den Beitritt Holtzes in den Verein für die Geschichte der Mark Brandenburg an, dessen Generalsekretär er 1861 wurde. Das Vereinsmitglied Adolph Friedrich Riedel konnte Holtze gewinnen, sich an der Herausgeberschaft des Codex diplomaticus Brandenburgensis zu beteiligen. Nachdem das Codex-Werk vollendet war, erhielt Holtze den Roten Adlerorden 4. Klasse. Vermittelt durch Louis Schneider, übernahm Holtze den Privatunterricht des Sohnes von Nikolai Wladimirowitsch Adlerberg, was eine enge Beziehung zur Familie Adlerberg begründete. Nachdem der Privatunterricht für die Adlerberg beendet war, wurde er 1867 zum Professor am Berliner Kadettenkorps berufen. Im Jahr 1878 wurde er als Nachfolger von Emil Gottlieb Friedländer (1805–1878) Bibliothekar der Preußischen Kriegsakademie. Zum 21. März 1880 bezog er seine neue Dienstwohnung an der Akademie, zum 1. April 1880 wurde er am Kadettenkorps in den Ruhestand versetzt. Im Frühjahr 1901 nahm er seinen Abschied bei der Bibliothek und erhielt den Titel eines Geheimen Regierungsrats.
Seit 1865 Mitglied, wurde Holtze 1879 Ehrenmitglied des Vereins für die Geschichte Berlins. Seine weitläufigen Kontakte brachten ihn auch mit der Familie Hesekiel zusammen, deren Tochter Ludovica Hesekiel  Holtze in ihrem Roman Lottchen Lindholz. Eine Berlinische Geschichte aus dem 17. Jahrhundert (1882) als Professor Hölzlein verewigte. Die Arbeit für den Berliner Geschichtsverein brachte ihn, der 1871 Königlicher Kronen-Orden 3. Klasse erhalten hatte, in Kontakt zu Theodor Fontane, mit dem er einen regen Briefwechsel führte. Beide verband das Interesse an märkischer Historiographie. Ein Teil der einst über 40 Briefe Fontanes an Holtze befindet sich heute im Deutschen Literaturarchiv Marbach. Fontane bat in seinen Briefen meist um historische Angaben zu einzelnen Ereignissen und geeignete Literaturnachweise, zudem um Bücher, die Holtze für Fontane insbesondere aus den Beständen der Bibliotheken des Kadettenkorps und des Vereins für die Geschichte der Mark Brandenburg beschaffen konnte. Fontane nutzte diese Zuarbeiten unter anderem für sein fünfbändiges Werk Wanderungen durch die Mark Brandenburg.